# Parafia św. Jakuba w Szwecji
Parafia pw. św. Jakuba Apostoła w Szwecji - parafia należąca do dekanatu Wałcz, diecezji koszalińsko-kołobrzeskiej, metropolii szczecińsko-kamieńskiej. Została utworzona 1 kwietnia 1922.  

## Miejsca święte

### Kościół parafialny
Kościół pw. św. Jakuba Apostoła w Szwecji
Kościół parafialny został zbudowany w 1876–1877 roku. Jest w stylu neogotyckim. Poświęcony w tym samym roku.

### Kościoły filialne i kaplice
- Kościół Narodzenia św. Jana Chrzciciela w Budach[1]
- Kościół pw. Narodzenia Najświętszej Maryi Panny w Głowaczewie[1]
- Kościół pw. Matki Bożej Różańcowej w Ostrowcu[1]
- Kościół pw. Podwyższenia Krzyża Świętego w Zdbicach[1]